# Kim Sơn, Đồng Tháp
Kim Sơn là một xã thuộc tỉnh Đồng Tháp, Việt Nam.

## Địa lý
Xã Kim Sơn có vị trí địa lý:
- Phía đông giáp phường Trung An.
- Phía tây giáp xã Vĩnh Kim.
- Phía bắc giáp xã Long Hưng.
- Phía nam giáp phường Thới Sơn và tỉnh Vĩnh Long, ranh giới là sông Tiền.

Xã Kim Sơn có diện tích 29,42 km², dân số năm 2025 là 29.382 người, mật độ dân số đạt 998 người/km².
Con sông lớn nhất là Rạch Gầm gần như chia đôi xã, chảy theo hướng bắc - nam, chảy ra sông Tiền ở phía nam. Xã tiếp giáp sông Tiền với chiều dài khoảng 4 km.

## Hành chính
Xã Kim Sơn được chia thành 4 ấp: Đông, Hội, Mỹ, Tây

## Lịch sử

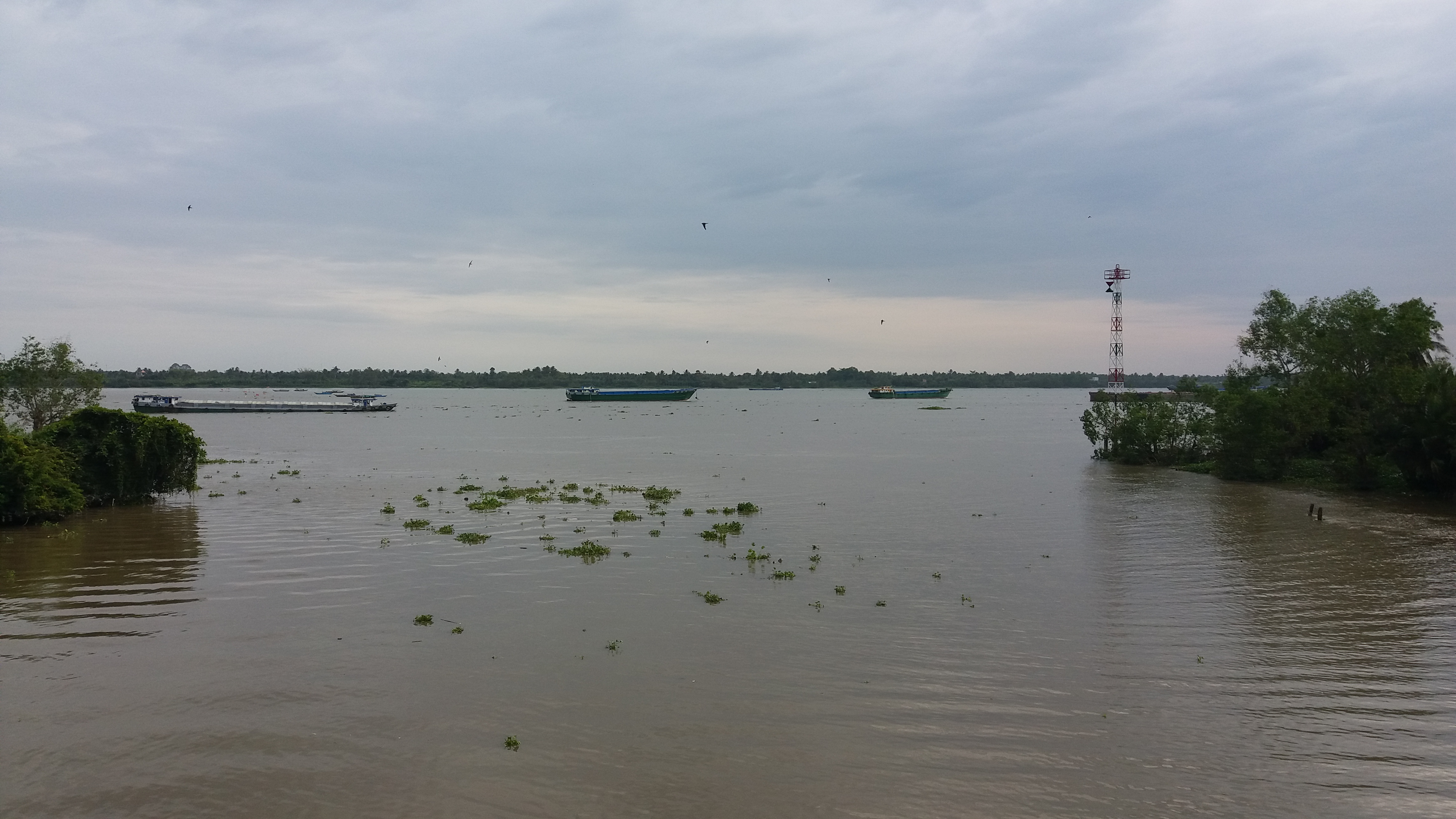
Vàm Rạch Gầm.

Xã bắt đầu từ việc thành lập thôn Kim Sơn, hiện vẫn chưa rõ niên đại chính xác, nhưng được phỏng đoán là vào giữa thế kỷ 18. Ông Lê Công Giám là người có công lập thôn, qui tụ dân về nên khi mất được thờ như một vị Thành hoàng.
Vào năm 1785, một cửa sông trên địa bàn xã đã được chọn là điểm khởi đầu cho một khu vực phục kích dài 6 km để đánh quân Xiêm. Từ cửa sông xuôi về hạ lưu đến cửa sông Xoài Mút, đoạn sông Tiền đã trở thành nơi quân Tây Sơn do Nguyễn Huệ chỉ huy đánh bại quân Xiêm xâm lược.
Đến trước 1945, xã Kim Sơn thuộc tổng Thuận Bình, quận Châu Thành, tỉnh Mỹ Tho.
Từ 1945 đến 1954, xã Kim Sơn thuộc huyện Châu Thành, tỉnh Mỹ Tho, theo chính quyền Việt Nam Dân chủ Cộng hòa. Chính quyền Pháp và Quốc gia Việt Nam lại tổ chức hành chính như trước 1945.
Từ 1954 đến 1975, xã Kim Sơn thuộc huyện Châu Thành Nam, tỉnh Mỹ Tho, theo chính quyền Cách mạng Miền Nam. Chính quyền Việt Nam Cộng hòa lại tổ chức hành chính là xã Kim Sơn, tổng Thuận Bình, quận Sầm Giang, tỉnh Định Tường.
Năm 1992, Bộ Văn hóa - Thông tin đã công nhận "Chiến thắng Rạch Gầm Xoài Mút" là di tích cấp quốc gia. Quyết định ký ngày 2 tháng 12 năm 1992.
Năm 1999, ấp Mỹ là ấp đầu tiên được công nhận ấp văn hóa. Năm 2001, đến ấp Hội. Năm 2005 ấp Đông, và năm 2009 đến lượt ấp Tây được công nhận ấp văn hóa.
Năm 2001, Khu di tích chiến thắng Rạch Gầm – Xoài Mút được khởi công xây dựng và khánh thành vào ngày 20 tháng 1 năm 2005, nhân "kỷ niệm 220 năm chiến thắng Rạch Gầm – Xoài Mút".
Cuối năm 2011, Tổ hợp tác Sapo Mặc Bắc Kim Sơn được thành lập, tổng số thành viên ban đầu là 33 hộ, diện tích canh tác trên 12 ha.
Ngày 16 tháng 6 năm 2025, Ủy ban Thường vụ Quốc hội ban hành Nghị quyết số 1663/UBTVQH15 của Ủy ban Thường vụ Quốc hội về việc sắp xếp toàn bộ diện tích tự nhiên, quy mô dân số của các xã Song Thuận, Bình Đức và Kim Sơn thành xã mới có tên gọi là xã Kim Sơn.
Sau khi sáp nhập, xã Kim Sơn có 29,42 km² diện tích tự nhiên và dân số 29.382 người.

## Kinh tế - xã hội

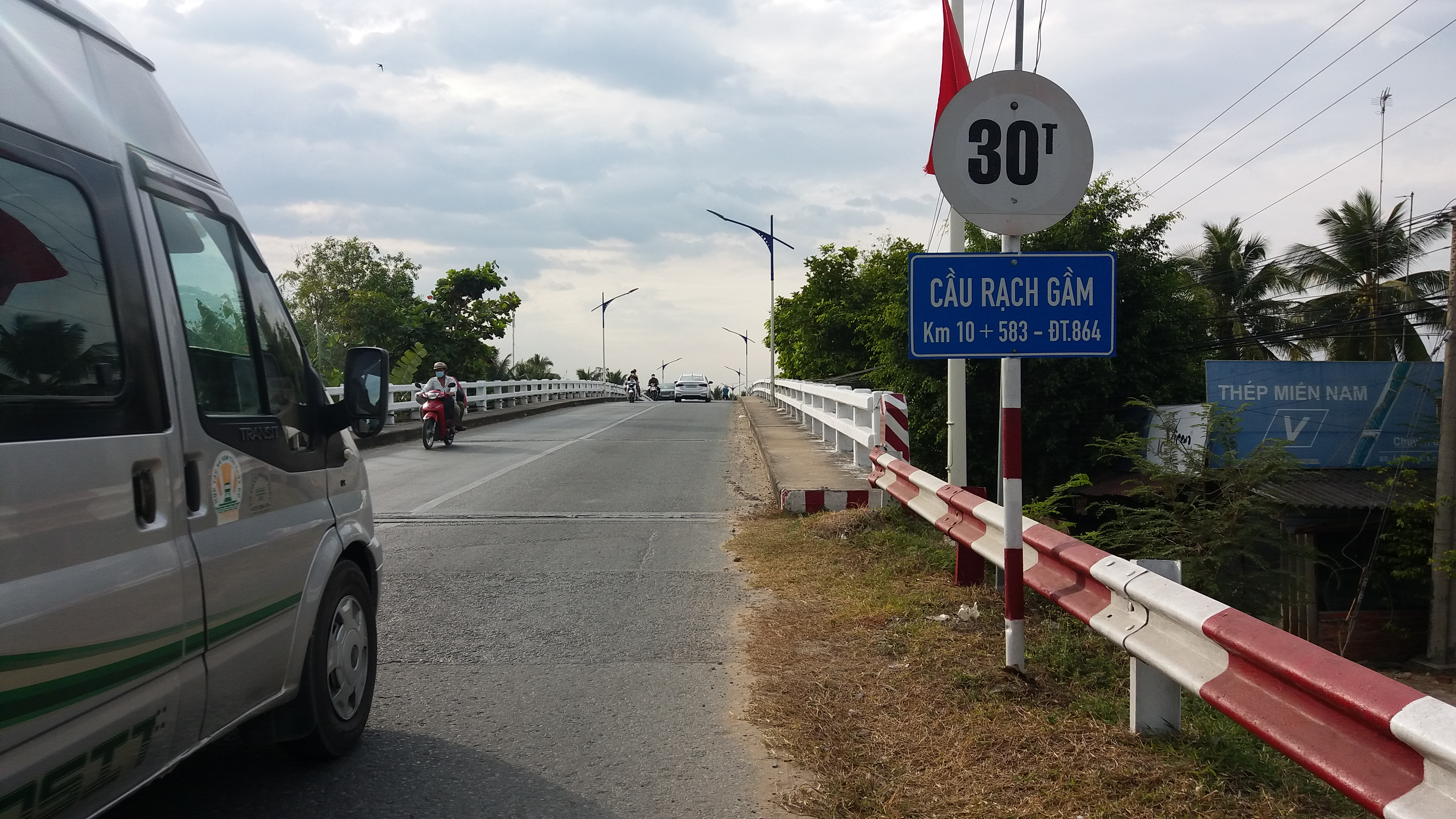
cầu Rạch Gầm.

Tuyến đường quan trọng nhất xã là tỉnh lộ 864 chạy theo hướng tây - đông, nằm ở phía nam xã, dọc theo bờ sông Tiền. Tình trạng đường nhựa này đang xuống cấp, mặt đường đầy ổ gà, ổ voi, tù đọng nước vào mùa mưa. Tuyến đường hư hỏng kéo dài sang các xã lân cận. Góp phần gây ra nhiều tai nạn giao thông. Xã tiếp giáp với xã Song Thuận ở phía đông với tỉnh lộ 876 chạy dài.
Giao thông trong địa bàn xã thường gặp khó khăn, do nhiều tuyến đường liên ấp trong xã nằm dọc sông, như Rạch Gầm, thường xuyên sạt lở, đất sụp sâu vào bờ làm tắt giao thông. Đoạn đường nào vừa sửa xong thì sạt lở đoạn khác. Năm 2021, bờ tây Rạch Gầm có thời điểm một đoạn dài 70 m sạt lở khiến hàng trăm hộ dân bị ảnh hưởng. Việc sạt lở cũng phá vỡ nhiều đoạn đê dẫn đến nhiều diện tích vườn cây ăn trái ngập lụt khi triều cường lên. Trên địa bàn xã có phà tạm Rạch Miễu cách cầu Rạch Miễu 10km về phía thượng lưu để phục vụ hành khách trong lúc xây cầu Rạch Miễu 2.
Trung tâm mua bán của xã là chợ Kim Sơn, một chợ nhỏ nằm ở bờ tây của vàm Rạch Gầm. Xã có các cơ sở sửa chữa, đóng tàu tải trọng từ 1.000 đến 5.000 tấn, như xưởng tàu Nhựt Trường.
Tỉnh Tiền Giang đang triển khai kế hoạch xây dựng hàng loạt cống đập ngăn mặn, trong đó con sông lớn nhất chảy trên địa bàn xã và đổ vào sông Tiền là Rạch Gầm sẽ được xây dựng một cống ngăn lớn, dự kiến đến 2024, các công trình sẽ hoàn thành.
Hầu hết người dân trong xã sống bằng canh tác nông nghiệp, trồng cây ăn trái. Xã có 600 ha trồng hồng xiêm (Sapochê), là xã trồng hồng xiêm nhiều nhất Tiền Giang. Địa phương cũng đã thành lập Tổ hợp tác trồng hồng xiêm Mặc Bắc Kim Sơn (Châu Thành). Hiện nay đang canh tác theo tiêu chuẩn VietGAP. Hồng xiêm là đặc sản của huyện, thích nghi tốt với thổ nhưỡng ven sông Tiền. Thu hoạch rải vụ gần như quanh năm. Cây trồng này cũng có khả năng chịu mặn cao, không bị ảnh hưởng nghiêm trọng bởi tình trạng nhiễm mặn của tỉnh. Vườn hồng xiêm được xác định lâu đời nhất có trên 30 năm tuổi.

### Sapochê Mặc Bắc

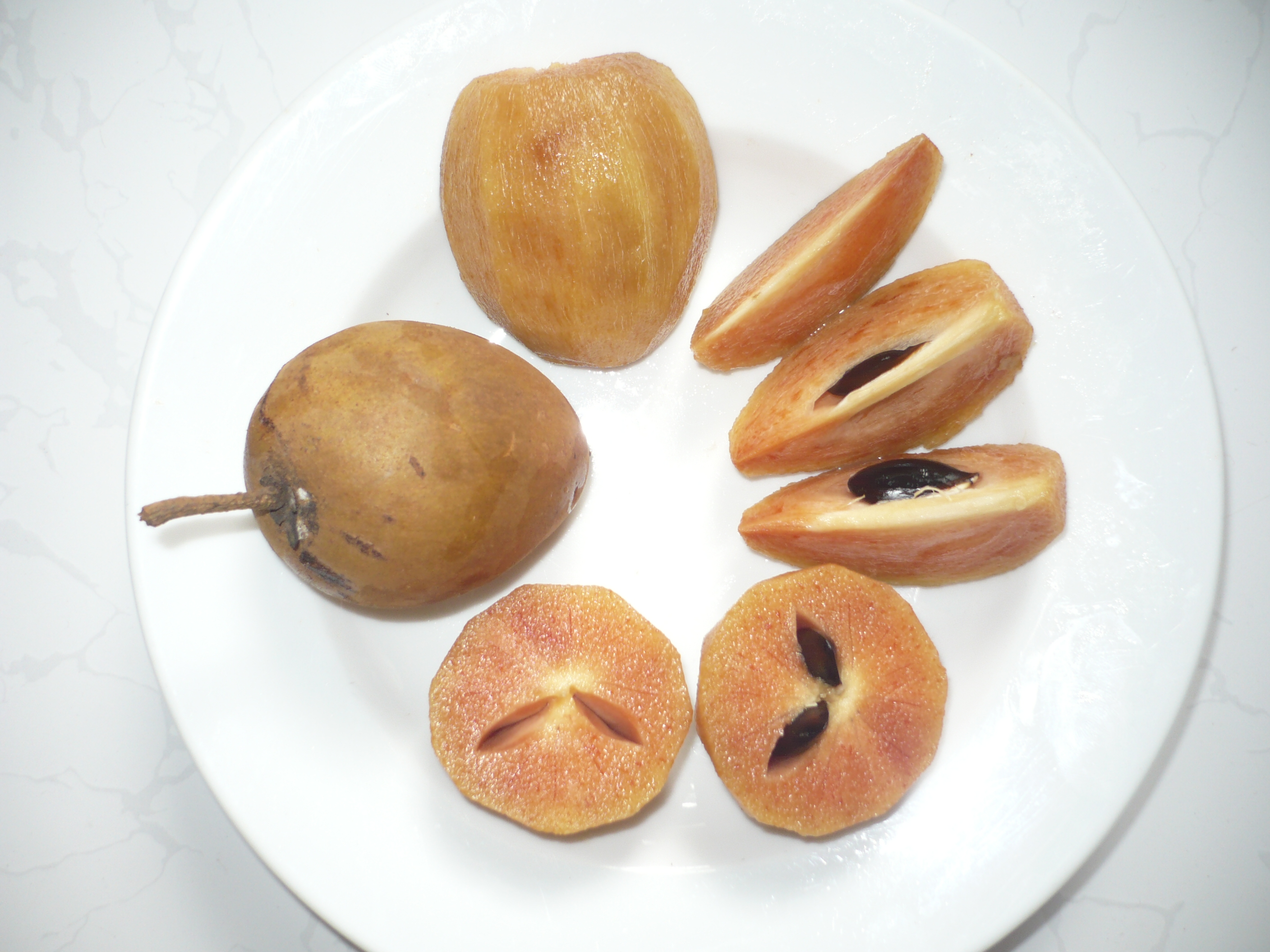
Hồng xiêm (minh họa).

Giống Sapochê phổ biến nhất là giống Mặc Bắc, năng suất cao, trồng bằng nhánh chiết, sau 4 năm đã có thể thu hoạch ổn định, năng suất trung bình 20 tấn/ha, có trường hợp đạt tới 30 tấn/ha. So với giống Sapochê Xiêm thì giống cây này thân cao, tán rộng, phát triển nhanh và mau cho quả hơn. Lá cây nhỏ, màu nhạt hơn; trái nặng gần 300 gram. Trái khi chín có vị ngọt dịu, mùi thơm nhẹ, dễ tan. Trái có hàm lượng Vitamin C từ 8,9-44,1 mg/100g; axít từ 0,09-0,15%; PH từ 5-5,3; đường tổng số từ 11,14-20,43%,...
Năm 2011, Cục Sở hữu Trí tuệ (Bộ Khoa học và Công nghệ) cấp Giấy chứng nhận đăng ký nhãn hiệu độc quyền "Sapô Mặc Bắc Kim Sơn".
Ngày 8 tháng 1 năm 2016, sapochê Mặc Bắc đã được Công ty TNHH Công nghệ NHONHO cấp giấy chứng nhận VietGAP số VietGAP-TT-13-04-82-0020 cho diện tích 12 ha.

### Tôn giáo
Chùa Vạn Phước: lập vào năm 1946, diện tích 1,1 ha, tọa lạc ấp Đông.